# Use Your Illusion II
Use Your Illusion II is het vierde studioalbum van de Amerikaanse rockband Guns N' Roses. Het werd tegelijk uitgegeven met het album Use Your Illusion I. Deze worden vaak als een dubbelalbum gezien, dit is echter niet zo. Bekende nummers van dit album zijn: Civil War, Yesterdays, Estranged, You Could Be Mine en Knockin' on Heaven's Door.
De blauwe hoes werd ontworpen door de Estse kunstenaar Mark Kostabi. De twee mannen erop werden ontleend aan een schilderij van Rafaël: De school van Athene. Dit was lange tijd onbekend, omdat de mannen op de minder bekende rechterkant van het schilderij staan en niet op het centrale gedeelte waar we Plato en Aristoteles terugvinden. In de loop der tijd zijn verschillende filosofen herkend op Rafaëls schilderij, maar tot op heden is onbekend wie de twee mannen zijn op deze hoes.

## Tracklist
1. Civil War - 7.43
2. 14 Years - 4.21
3. Yesterdays - 3.16
4. Knockin' on Heavens Door - 5.36
5. Get in the Ring - 5.41
6. Shotgun Blues - 3.23
7. Breakdown - 7.05
8. Pretty Tied Up - 4.48
9. Locomotive - 8.42
10. So Fine - 4.06
11. Estranged - 9.24
12. You Could be Mine - 5.44
13. Don't Cry (alternatieve tekst) - 4.44
14. My World - 1.24

## Musici
- Axl Rose
- Slash
- Izzy Stradlin
- Duff McKagan
- Matt Sorum
- Dizzy Reed
- Steven Adler

## Extra musici
- Steven Adler
- Howard Teman
- Shannon Hoon
- Johann Langlie
- Josh Richman
- The Waters